# Mário Jardel
Mário Almeida Ribeiro Jardel (Fortaleza, 18 september 1973) is een Braziliaans voormalig voetballer die als aanvaller speelde.

## Carrière
Mario Jardel maakte in 1994 zijn debuut in het A-elftal van Vasco da Gama, maar meer dan twee wedstrijden speelde hij dat seizoen niet. Een seizoen later speelde hij maar twaalf wedstrijden en dus trok hij naar Grêmio. Daar speelde hij maar dertien wedstrijden maar kon hij wel tien keer scoren. Die tien doelpunten in bijna evenveel wedstrijden vielen op en dus kreeg de jonge aanvaller al gauw de kans om naar Europa te trekken. Eind 1995 speelde Jardel met Grêmio tegen Ajax de finale om de wereldbeker, maar verloor na het nemen van strafschoppen.
Daarna kwam de spits terecht in Portugal, bij FC Porto, en aangezien ze daar dezelfde taal spreken als in Brazilië, duurde de aanpassingsperiode voor Jardel niet lang. Bij de blauw-witte club uit Porto werd hij meteen een vaste waarde en deed hij wat hij moest doen, namelijk doelpunten maken. In 1999 leverde hem dat de Soulier d'Or op, net zoals in 2002. In 2000 werd hij nog wel Europees Topschutter maar door de puntenregeling kon hij de Soulier d'Or niet in ontvangst nemen.
In 2000 was de Turkse voetbalclub Galatasaray bereid om zo'n 15 miljoen euro te betalen voor de aanvaller van FC Porto. Bij Galatasaray bleef Jardel scoren, maar hij speelde er maar 24 wedstrijden in zijn eerste seizoen. Vervolgens besloot de aanvaller om in 2001 terug te keren naar Portugal want Sporting Portugal betaalde Galatasaray zo'n zes miljoen euro voor Jardel. Galatasaray kreeg er wel enkele spelers van Lissabon bovenop, namelijk Mbo Mpenza, Robert Špehar en Pavel Horvath.
Bij Lissabon voelde Jardel zich meteen weer thuis wat voor heel wat doelpunten zorgde. In 2003 liet de club uit Lissabon de aanvaller vertrekken naar het Engelse Bolton Wanderers. Daar lukte het Jardel maar niet om te scoren en dus vertrok hij tijdens de winterstop van dat seizoen al naar het Italiaanse AC Ancona. Bij de Italiaanse club waren ze niet tevreden over de fysieke conditie van Jardel en dus probeerde de aanvaller om in zijn geboorteland terug aan de slag te gaan. Daar testte hij bij Corinthians maar slaagde niet in de fysieke tests. Uiteindelijk besloot het Argentijnse Newell's Old Boys om Jardel aan te nemen.
Wat was de reden voor het plotse dieptepunt in de carrière van de makkelijk scorende spits? Een Portugese krant beweerde in 2004 dat ze het antwoord wisten. Jardel zat volgens de krant aan drugs en was meer bezig met zijn nachtleven dan met voetbal. Bovendien hadden enkele mensen hem bedrogen. Zo hadden ze hem een transfer naar Real Madrid beloofd maar dat ging uiteindelijk niet door, en enkele weken later werd Ronaldo, een andere Braziliaanse aanvaller, de nieuwe spits van Madrid. Jardel bekende later dat een groot deel van wat de krant publiceerde, juist was.
In januari 2006 vond de aanvaller dan toch een club uit zijn geboorteland om voor te spelen. Jardel ging er aan de slag bij Goiás Esporte Clube. In de zomer van 2006 tekende de Braziliaan een contract bij het Portugese SC Beira-Mar. In de zomer van 2007 verhuisde hij naar Newcastle United Jets uit Australië. Ook dit werd geen succes en na elf optredens als invaller, zonder doelpunten, verliet hij de club op 24 januari 2008 om naar zijn zieke moeder in Brazilië te gaan.
Hij bevestigde dat hij cocaïne had gebruikt en aan het afkicken was. In juli 2008 tekende hij voor vijf maanden bij de Braziliaanse tweedeklasser Criciúma Esporte Clube. Na de degradatie van deze club, tekende hij in februari 2009 bij Ferroviário AC. Ook daar speelde Jardel niet lang, want na slechts negen wedstrijden gespeeld te hebben tekende hij bij Flamengo. Jardel eindigde zijn actieve voetbalcarrière in 2012 nadat hij bij verschillende clubs nooit meer zijn oude niveau wist te halen. Begin 2022 gaf hij als deelnemer in het realityshow Big Brother Famosos aan al gedurende zijn loopbaan een cocaïneverslaving te hebben.

## Erelijst
Als clubspeler
 Vasco da Gama
- Campeonato Carioca: 1992, 1993, 1994

 Grêmio
- CONMEBOL Libertadores: 1995
- CONMEBOL Recopa: 1996
- Campeonato Gaúcho: 1995, 1996

 Porto
- Primeira Liga: 1996/97, 1997/98, 1998/99
- Taça de Portugal: 1997/98, 1999/00
- Supertaça Cândido de Oliveira: 1996, 1998, 1999

 Galatasaray
- UEFA Super Cup: 2000

 Sporting CP
- Primeira Liga: 2001/02
- Taça de Portugal: 2001/02

 Newell's Old Boys
- Primera Division: 2004

 Goiás
- Campeonato Goiano: 2006

 Anorthosis
- Beker van Cyprus: 2007

 Newcastle Jets
- A-League: 2007/08

Als international
 Brazilië onder 20
- Wereldkampioenschap voetbal onder 20: 1993

Individueel
- Topscoorder Copa Libertadores: 1995
- Topscoorder Primeira Liga: 1996/97, 1997/98, 1998/99, 1999/00, 2001/02
- Topscoorder Taça de Portugal: 1997/98, 1999/00, 2001/02
- Gouden Schoen: 1998/99, 2001/02
- Topscoorder UEFA Champions League: 1999/00
- Portugese Gouden Bal: 1997, 1998